# جيفري هارفي (أحيائي)
جيفري هارفي هو أحيائي كندي، ولد في 1957.